# Julius Meimberg
Julius Meimberg (Münster, 11 de janeiro de 1917 — Münster, 17 de janeiro de 2012) foi um piloto de caça alemão da Luftwaffe e recebeu a Cruz de Cavaleiro da Cruz de Ferro durante a Segunda Guerra Mundial. Participou de 250 missões de combates e foi creditado com 53 vitórias aéreas, todas eles na Frente Ocidental. Ele reivindicou 20 Spitfires, 12 caças P-47 Thunderbolt e quatro bombardeiros quadrimotores.

## Carreira
Meimberg juntou-se ao JG 2 "Richthofen" em dezembro de 1939. Ele conquistou suas duas primeiras vitórias durante a Batalha da França, quando em 19 de maio de 1940 abateu o caça Hurricane e outra em 3 de junho de 1940, quando a vítima era um caça P-36 Hawk. Meimberg durante a Batalha da França voou como ala para Hans Assi Hahn (108 vitórias). Durante a Batalha da Grã-Bretanha, Meimberg se tornou o ás da aviação ao abater outros quatro aviões inimigos, incluindo três caças Spitfire. Ele voou com Helmut Wick (56 vitórias) no dia em que foi mortalmente abatido sobre a Ilha de Wight.
Memórias de Meimberg do dia em que Helmut Wick foi abatido:
No final da tarde de 28 de novembro de 1940, decolamos para o sul da Inglaterra de Beaumont-le-Roger para nossa segunda missão do dia. Escalando em direção à Ilha de Wight sob um sol forte, eu estava liderando o 4.º Staffel e diretamente à nossa frente estava o Staff Schwarm do JG2 "Richthofen" liderado pelo Kommodore Major Helmut Wick, na época o principal piloto de caça da Luftwaffe. Com ele estava seu ala Oberleutnant Rudolf Pflanz, Oberleutnant Erich Leie e Oberfeldwebel Erich Rudorffer. A cerca de 23.000 pés, estávamos quase acima a Ilha de Wight quando avistamos trilhas de vapor causadas por Spitfires acima de nós em uma altura muito maior. O Major Wick conduziu seu Staff Schwarm em direção a eles a toda velocidade, o que fez com que as aeronaves do Schwarm se separassem. Escalando com meu Staffel para de um lado, logo fomos arrastados para a batalha principal e o Staffel se separou. Um único Spitfire virou-se à minha frente e desapareceu atrás do motor enquanto eu disparava minhas armas. danificada, a aeronave girou e eu a segui para baixo, esperando que a aeronave decolasse a qualquer momento, mas isso nunca aconteceu. O brilho vermelho na cabine indicava uma possível batida no tanque de oxigênio. Quando pousamos, Rudi Pflanz relatou que o Major Wick havia abatido um Spitfire, então foi abatido por um segundo Spitfire, que por sua vez foi abatido por Pflanz. Todos nós fomos informados de que ninguém tinha visto o que havia acontecido com a aeronave Wick, o que nos deixou esperando pela segurança de nosso Kommodore. Voltamos mais tarde no dia seguinte e novamente no dia seguinte, mas não havia sinal dele. O que não nos foi dito é que Rudorffer o testemunhou cair, um grande buraco de bala passando pela borda de fuga da asa de estibordo, direto pela cabine e bloco do motor. Ele sentiu que Wick já estava morto quando sua aeronave girou para baixo, finalmente mergulhando no mar. Depois da guerra, soube que seu vencedor havia sido o tenente de voo John Dundas DFC, ele mesmo segundos depois foi abatido por Pflanz e morto.
Em 30 de julho de 1941, Meimberg foi premiado por 15 vitórias com o Troféu de Honra da Luftwaffe e em 29 de outubro de 1942 com a Cruz Germânica em Ouro. Em fevereiro de 1943, Meimberg foi transferido para o JG 53. Em 1944, Meimberg foi nomeado Gruppenkommandeur do II./ JG 53. Em 24 de outubro de 1944, Meimberg foi condecorado com a Cruz de Cavaleiro da Cruz de Ferro. Em 26 de dezembro de 1944, ele conquistou as vitórias 48, 49 e 50, todos caças P-47 no setor das Ardenas, pouco antes de ser abatido. Meimberg foi abatido novamente em 26 de dezembro de 1944 em seu Bf-109 G-14 (Werknummer—número de fábrica) "Amarelo 1" e resgatado em Schaichhof após enfrentar caças americanos em Stuttgart. Ele perdeu a Operação Bodenplatte desde que foi hospitalizado após a Operação de 26 de dezembro. Ele marcou sua última vitória sobre o caça Spitfire em 13 de abril de 1945.

## Sumário da carreira

### Reivindicações de vitórias aéreas
| Crônica de vitórias aéreas | Crônica de vitórias aéreas | Crônica de vitórias aéreas | Crônica de vitórias aéreas | Crônica de vitórias aéreas                                 | Crônica de vitórias aéreas | Crônica de vitórias aéreas | Crônica de vitórias aéreas | Crônica de vitórias aéreas | Crônica de vitórias aéreas              |
| Nº                         | Data                       | Hora                       | Modelo                     | Localização                                                | Nº                         | Data                       | Hora                       | Modelo                     | Localização                             |
| -------------------------- | -------------------------- | -------------------------- | -------------------------- | ---------------------------------------------------------- | -------------------------- | -------------------------- | -------------------------- | -------------------------- | --------------------------------------- |
| 1.                         | 19 de maio de 1940         | 12:20                      | Hurricane                  | Tournai                                                    | 28.                        | 5 de dezembro de 1942      | 9:12                       | Spitfire                   | 2 km a sudeste de Mateur: 300m          |
| 2.                         | 3 de junho de 1940         | 14:50                      | Curtiss                    | Épernay                                                    | 29.                        | 5 de dezembro de 1942      | 11:03                      | Spitfire                   | 10 km ao sul de Mateur: 5m              |
| 3.                         | 4 de setembro de 1940      | 14:05                      | Spitfire                   |                                                            | 30.                        | 6 de dezembro de 1942      | 10:15                      | Spitfire                   | 20 km ao sul de Tebourba: 500m          |
| 4.                         | 6 de setembro de 1940      | 10:00                      | Spitfire                   | Ashford                                                    | 31.                        | 31 de janeiro de 1943      | 13:14                      | P-38                       | 20 km a oeste de Djedeida: 500m         |
| 5.                         | 6 de setembro de 1940      | 10:15                      | Spitfire                   | Ashford                                                    | 32.                        | 1 de fevereiro de 1943     | 13:25                      | B-17                       | 10 km a noroeste de Pont du Fahs: 6000m |
| 6.                         | 10 de outubro de 1940      | 13:50                      | Hurricane                  |                                                            | 33.                        | 9 de dezembro de 1943      | 11:27                      | Mustang                    | a noroeste de Valmontone: 5m            |
| 7.                         | 7 de novembro de 1940      | 15:30                      | Hurricane                  | ao sul da Ilha de Wight                                    | 34.                        | 8 de maio de 1944          | 10:05                      | B-24                       | GA-36: [15 km N. Braunschweig]          |
| 8.                         | 28 de novembro de 1940     | 17:20                      | Spitfire                   | a sudoeste da Ilha de Wight                                | 35.                        | 29 de maio de 1944         | 12:15                      | B-17                       | Wittenberge: 7000m                      |
| 9.                         | 29 de novembro de 1940     | 16:35                      | Blenheim                   | Kanal                                                      | 36.                        | 30 de maio de 1944         | 11:15                      | B-17                       |                                         |
| 10.                        | 3 de julho de 1941         | 15:39                      | Spitfire                   |                                                            | 37.                        | 17 de junho de 1944        | 19:31                      | P-38                       | TR-9: 6500m [La Haye-du-Puits]          |
| 11.                        | 17 de julho de 1941        | 16:17                      | Spitfire                   | ao norte de Étaples                                        | 38.                        | 5 de julho de 1944         | 10:49                      | P-47                       | 04 Leste N/BD: 4000m [Rambouillet]      |
| 12.                        | 24 de julho de 1941        | 15:00                      | Wellington                 | Brest                                                      | 39.                        | 5 de julho de 1944         | 10:53                      | P-47                       | 04 Leste N/AC-8: 1500m [Nonancourt]     |
| 13.                        | 24 de julho de 1941        | 14:45                      | Hampden                    |                                                            | 40.                        | 24 de setembro de 1944     | 12:40                      | C-47                       | SR-7: 1800m [Kusel]                     |
| 14.                        | 24 de julho de 1941        | 14:24                      | Hampden                    | a oés-sudoeste de Ploudalengau: 3000m                      | 41.                        | 29 de setembro de 1944     |                            | P-47                       |                                         |
| 15.                        | 17 de maio de 1942         | 10:27                      | Spitfire                   | 30 km a noroeste de Dieppe: 4500m                          | 42.                        | 8 de outubro de 1944       |                            | P-47                       |                                         |
| 16.                        | 19 de maio de 1942         | 15:22                      | Spitfire                   | MD Calais-Ramsgate: 200m                                   | 43.                        | 13 de outubro de 1944      |                            | P-47                       |                                         |
| 17.                        | 31 de maio de 1942         | 19:29                      | Spitfire                   |                                                            | 44.                        | 20 de outubro de 1944      | 10:48                      | P-47                       | 3000m [a sudoeste de Strasbourg]        |
| 18.                        | 19 de junho de 1942        | 21:01                      | Spitfire                   | Selsey Bill: 800m                                          | 45.                        | 28 de outubro de 1944      | 11:05                      | P-47                       | 5000 m, Landau                          |
| 19.                        | 19 de junho de 1942        | 20:58                      | Spitfire                   | Selsey Bill                                                | 46.                        | 17 de novembro de 1944     | 15:30                      | P-51                       | 1000 m, Linkenheim                      |
| 20.                        | 11 de julho de 1942        | 18:25                      | Spitfire                   |                                                            | 47.                        | 16 de dezembro de 1944     | 11:39                      | P-47                       | 1500 m, Herxheim Krs. Karlsrühe         |
| 21.                        | 28 de julho de 1942        | 21:15                      | Spitfire                   | 15 km a sudoeste de Brighton 20m [sudoeste de Selsey Bill] | 48.                        | 26 de dezembro de 1944     |                            | P-47                       |                                         |
| 22.                        | 20 de agosto de 1942       | 13:59                      | Spitfire                   | 30 km a nor-noroeste de Dieppe                             | 49.                        | 26 de dezembro de 1944     |                            | P-47                       |                                         |
| 23.                        | 5 de setembro de 1942      |                            | Spitfire                   |                                                            | 50.                        | 26 de dezembro de 1944     |                            | P-47                       |                                         |
| 24.                        | 4 de dezembro de 1942      |                            | Blehheim                   | a leste de Mateur                                          | 51.                        | 16 de março de 1945        |                            | P-51                       |                                         |
| 25.                        | 4 de dezembro de 1942      |                            | Blehheim                   | a sudoeste de Mateur                                       | 52.                        | 10 de abril de 1945        | 9:00                       | P-47                       |                                         |
| 26.                        | 4 de dezembro de 1942      |                            | Blehheim                   | a sudeste de Mateur                                        | 53.                        | 13 de abril de 1945        | 18:06                      | Spitfire                   |                                         |
| 27.                        | 5 de dezembro de 1942      | 9:08                       | Spitfire                   | 1 km a leste de Mateur: 100m                               |                            |                            |                            |                            |                                         |

### Condecorações
- Cruz de Ferro (1939)
  - 2ª classe
  - 1ª classe
- Distintivo de Ferido em Prata
- Distintivo de Voo do Fronte da Luftwaffe em Ouro
- Troféu de Honra da Luftwaffe (30 de julho de 1941)
- Cruz Germânica em Ouro (29 de outubro de 1942) como Oberleutnant no 11./JG 2[1]
- Cruz de Cavaleiro da Cruz de Ferro (24 de outubro de 1944) como Hauptmann e Gruppenkommandeur do II./JG 5[2][3]